# فدریکو ملکیوری
فدریکو ملکیوری (انگلیسی: Federico Melchiorri؛ زادهٔ ۶ ژانویهٔ ۱۹۸۷) بازیکن فوتبال اهل ایتالیا است.
از باشگاه‌هایی که در آن بازی کرده‌است می‌توان به باشگاه فوتبال پروجا، باشگاه فوتبال روبور سیه‌نا، باشگاه فوتبال پادوا، باشگاه فوتبال کالیاری، و باشگاه فوتبال دلفینو پسکارا اشاره کرد.